# Juan Mañé Flaquer
Juan Mañé y Flaquer (Torredembarra, 1823-Barcelona, 1901) fue un periodista y escritor español.

## Biografía
Nació en la localidad tarraconense de Torredembarra en 1823, hijo de un comerciante liberal. 
De joven fue un liberal radical, miembro de la milicia de Tarragona, y se inició como periodista en El Genio, del joven Víctor Balaguer. En 1843 se trasladó a Barcelona para hacer carrera como periodista, y colaboró en La Discusión de Pablo Piferrer, El Ángel Exterminador y La Lira Española. Se licenció en Filosofía y Letras, y en 1850 fue catedrático de latín y castellano en la Universidad de Barcelona. Estuvo casado con la escritora y poeta romántica Amalia Fenollosa.
En 1847 se estrenó como crítico de teatro en el Diario de Barcelona e influyó sobre su propietario, Antonio Brusi y Ferrer, para dar al diario un carácter más político, cercano a la Unión Liberal, lo que le valió el exilio en Francia y en Roma alguna vez. Con los años moderó su liberalismo y se convertirá en una especie de oráculo de la burguesía catalana. Fue director del Diario de Barcelona desde 1865 hasta su muerte en Barcelona en 1901, y llegó a ser uno de los redactores más prestigiosos de su tiempo por su independencia de criterio, a pesar de ser conservador, por lo que fue a menudo consultado por el rey Alfonso XII y por Antonio Cánovas del Castillo. 
Adoptó siempre un ideario descentralizador, lo que le llevó a enfrentarse con el Gobierno central en 1878 defendiendo el foralismo del País Vasco y Navarra, pero mostró siempre una postura opuesta al carlismo y el federalismo, y cerrada ante el republicanismo de Valentín Almirall y el incipiente catalanismo de la Lliga de Catalunya. 
Firme partidario de la unidad de España, afirmó en un artículo: «si Cataluña se proclamase independiente, nos iríamos al otro lado del Ebro, aunque fuera pasando el río a nado».
Joan Maragall fue secretario suyo en los últimos años.

## Obras
- Historia del bandolerismo y de la Camorra en la Italia meridional (1864)
- Cartas provinciales (1875)
- La revolución de 1868 juzgada por sus autores (1876)
- La paz y los fueros (1876)
- El oasis: viaje al país de los fueros (Provincias Vascongadas y Navarra) (1876-1880)